# Kasimir (Brandenburg-Kulmbach)

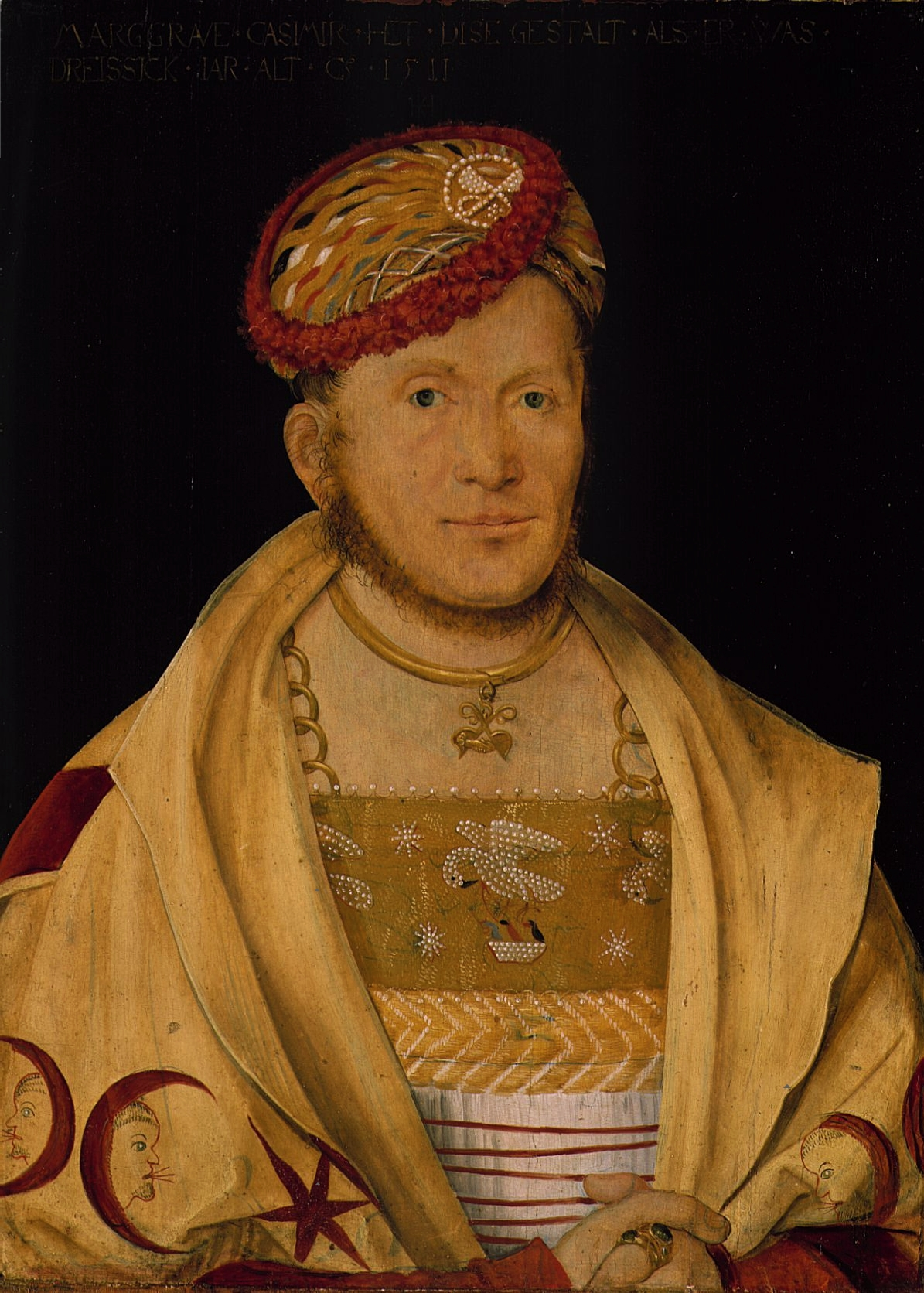
Hans Süß von Kulmbach, Markgraf Kasimir, Alte Pinakothek

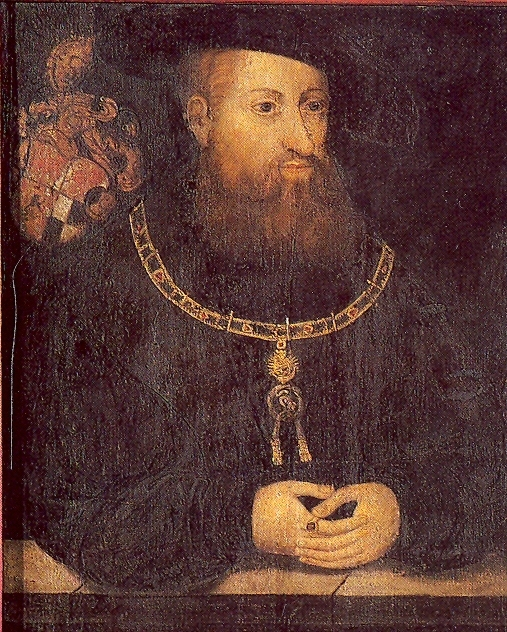
Markgraf Kasimir, Porträt eines unbekannten Malers

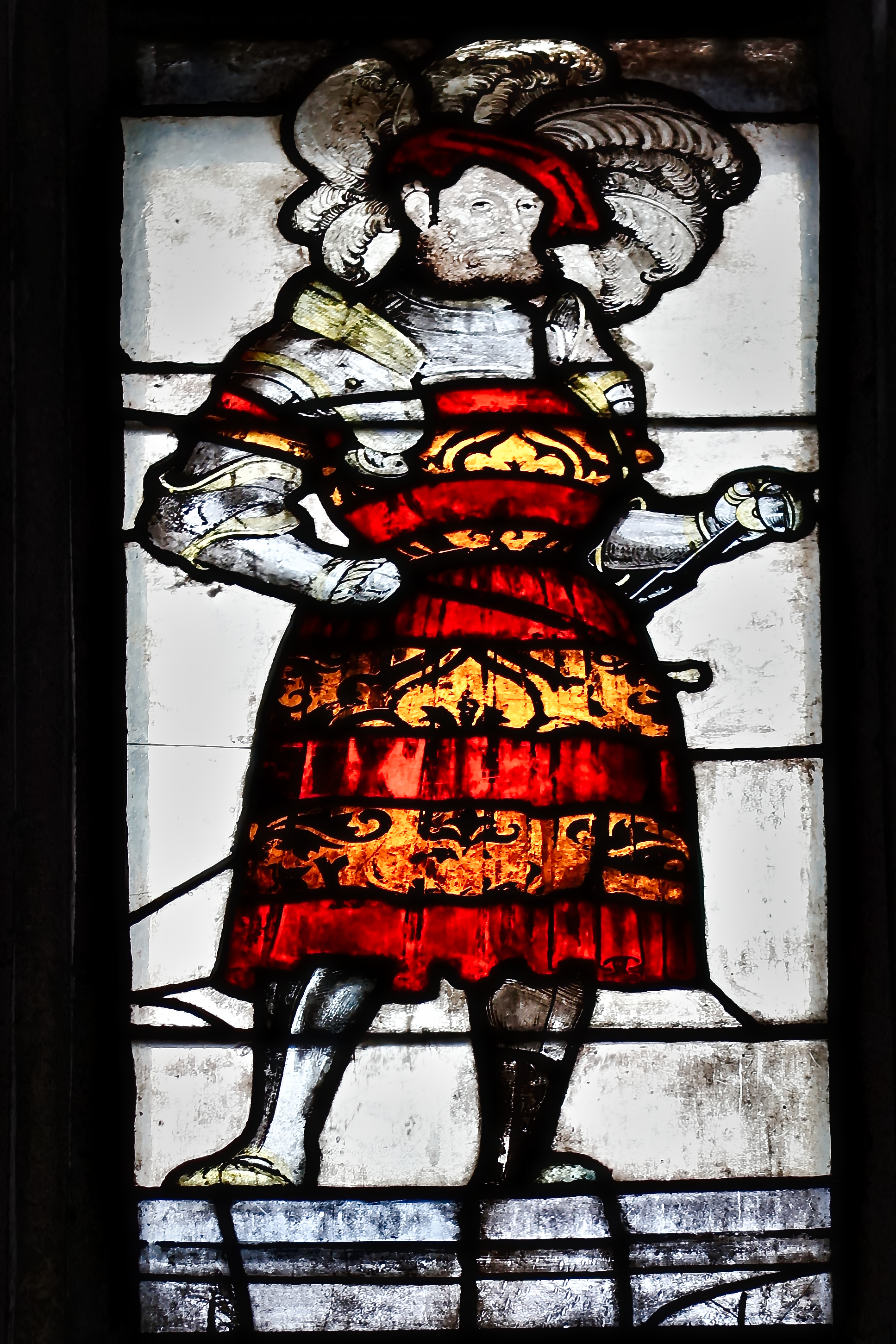
Darstellung Kasimirs im Markgrafenfenster von St. Sebald in Nürnberg, Arbeit von Hans Süß 1515

Kasimir von Brandenburg-Kulmbach (* 27. September 1481 in Ansbach; † 21. September 1527 in Ofen) war Markgraf von Brandenburg-Kulmbach von 1515 bis 1527.

## Herkunft und Familie
Kasimir, aus dem Haus der Hohenzollern, war der älteste Sohn von Friedrich V. und Prinzessin Sofia Jagiellonka, einer Tochter von König Kasimir von Polen.
Sein Vater übergab ihm schon ab 1498 während seiner zahlreichen Reisen die Statthalterschaft über das Markgraftum unter der Anleitung erfahrener Räte. Im Februar 1515 entmachtete er zusammen mit seinem Bruder Georg dem Frommen seinen Vater, der durch seine verschwenderischen Ausgaben (u. a. besonders extravagante Feste) die Finanzen der Markgraftümer erheblich belastete. Der Vater wurde gezwungen ein Dokument zu unterschreiben, in dem er sich für geistig unfähig erklärte und auf das Amt verzichtete. Da sein Bruder sich oft am ungarischen Königshof aufhielt, übernahm er für ihn auch die Statthalterschaft in Brandenburg-Ansbach.
Die Entmachtung des Vaters führte aber nicht nur zur Empörung der anderen Brüder, sondern auch zu weitreichenden politischen Gegenmaßnahmen. Als der brandenburgische Kurfürst Joachim I. sich auf seiner Reise nach Augsburg für die Freilassung Friedrichs einsetzen wollte, verweigerte man ihm den Zutritt zur Plassenburg. Joachims Bruder Albrecht fiel von seiner Seite ab, da er sich mit dem Kaiser geeinigt und den Kardinalshut empfangen hatte. Erst 1522 kam es zu einer Einigung, bei der auch Ansprüche der anderen Brüder erfüllt wurden.
Am 25. August 1518 heiratete Kasimir Susanna von Bayern, die Tochter von Herzog Albrecht IV. von Bayern. An der glanzvollen Hochzeit auf dem Reichstag zu Augsburg 1518 nahm auch Maximilian I., der Onkel der Braut, teil. Die Nähe zum Königshaus zeigte sich auch bei der Krönung Karls V. 1520 in Aachen, wo ihm die Ehre der Ausübung des Vorschneideamtes beim Krönungsmahle zuteilwurde.
Aus der Ehe hervorgegangen sind:
- Marie (1519–1567)

⚭ 1537 Kurfürst Friedrich III. von der Pfalz (1515–1576)
- Katharina (1520–1521)
- Albrecht Alcibiades (1522–1557); Markgraf von Brandenburg-Kulmbach
- Kunigunde (1523–1558)

⚭ 1551 Markgraf Karl II. von Baden-Durlach (1529–1577)
- Friedrich (*/† 1525)

Nach dem Tod des Kasimir übernahm sein Bruder Georg die Regentschaft über Brandenburg-Kulmbach bis zur Volljährigkeit von Albrecht Alcibiades 1541, dem ältesten Sohn Kasimirs.

## Leben

### Engagement im Schwäbischen Bund
Als Gefolgsmann Kaiser Maximilians I. kämpfte Kasimir neben seinem Vater und dem Badener Markgrafen Christoph I., im Schwabenkrieg als Heerführer des Schwäbischen Bundes gegen die Schweizer Eidgenossen und führte 1499 die Friedensverhandlungen von Basel. Er stand auch in den folgenden Jahren als Heerführer und Diplomat in habsburgischen Diensten. Diesbezüglich ist er 1506 in Schwäbisch Hall gegenüber dem Schwäbischen Bund und 1509 auf dem Reichstag zu Worms nachgewiesen. 1513 war er kaiserlicher Kommissionär bei der Versammlung des Schwäbischen Bundes in Nördlingen wegen des Landfriedensbruchs von Götz von Berlichingen. Er hatte zusammen mit dem bayerischen Herzog Wilhelm IV. die Aufsicht über den Kriegsverlauf. Er war auch an den Maßnahmen des Bundes gegen Ulrich von Württemberg beteiligt, so befehligte er im Mai 1519 700 Reiter, die nach Ehningen vorrückten.

### Streitigkeiten mit der Reichsstadt Nürnberg

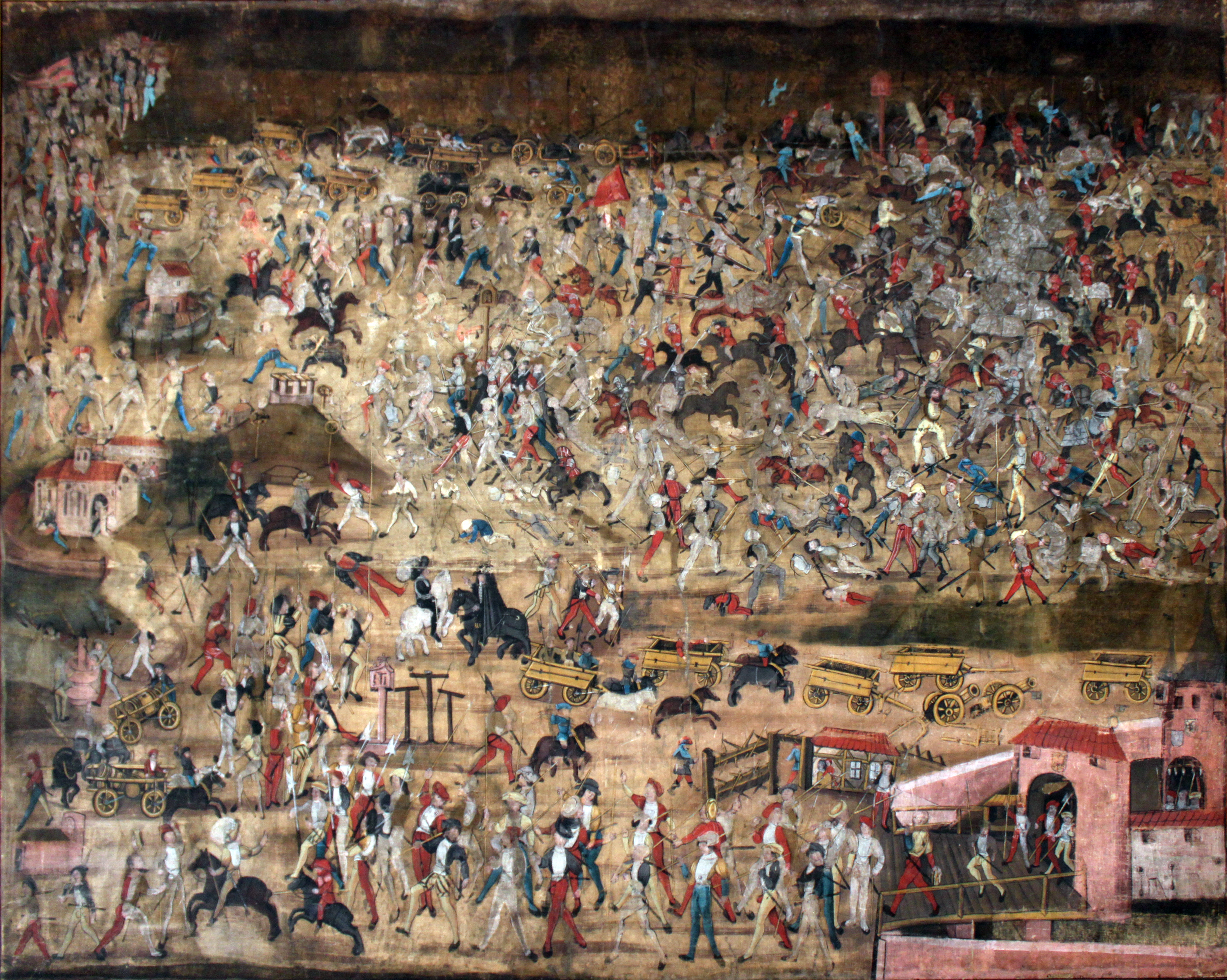
Gemälde der sogenannten „Schlacht im Walde“ am 19. Juni 1502

Zur traditionellen Auseinandersetzung der Burg- bzw. Markgrafen mit der Reichsstadt Nürnberg gehörte 1502 der Streit um den Kirchweihschutz von Affalterbach. Als der Nürnberger Rat das Recht des Schutzes in der Enklave Affalterbach für sich beanspruchte und Kasimir dies zu unterbinden versuchte, entwickelte sich daraus ein politisches Machtspiel. Während starke Nürnberger Truppen frühzeitig in Affalterbach eingetroffen waren, schwenkte Kasimir um und fiel in Vororte Nürnbergs ein. Unter schweren Verlusten wurden den sich zurückziehenden Nürnberger Truppen Fahnen als Trophäen abgerungen, die in der Schwabacher Kirche zur Schau gestellt wurden. Auch in Volksliedern hat sich dieser Konflikt überliefert. Auch später war Kasimir in Grenzstreitigkeiten mit Nürnberg verstrickt.

### Fränkischer Krieg
Als einer der Anführer des Schwäbischen Bundes seit 1499 verweigerte Kasimir seine Mitgliedschaft dennoch für die Einigungsperiode nach 1522. Es zeichnete sich ab, dass die Reichsstadt Nürnberg, traditionellerweise ein Feind der Burg- und späteren Markgrafen, gegen Hans Thomas von Absberg und seine Sympathisanten Front zu machen beabsichtigte. 1523 kam es im Fränkischen Krieg zur Zerstörung mehrerer Burgen, was in den Wandereisen-Holzschnitten von 1523 dokumentiert ist.

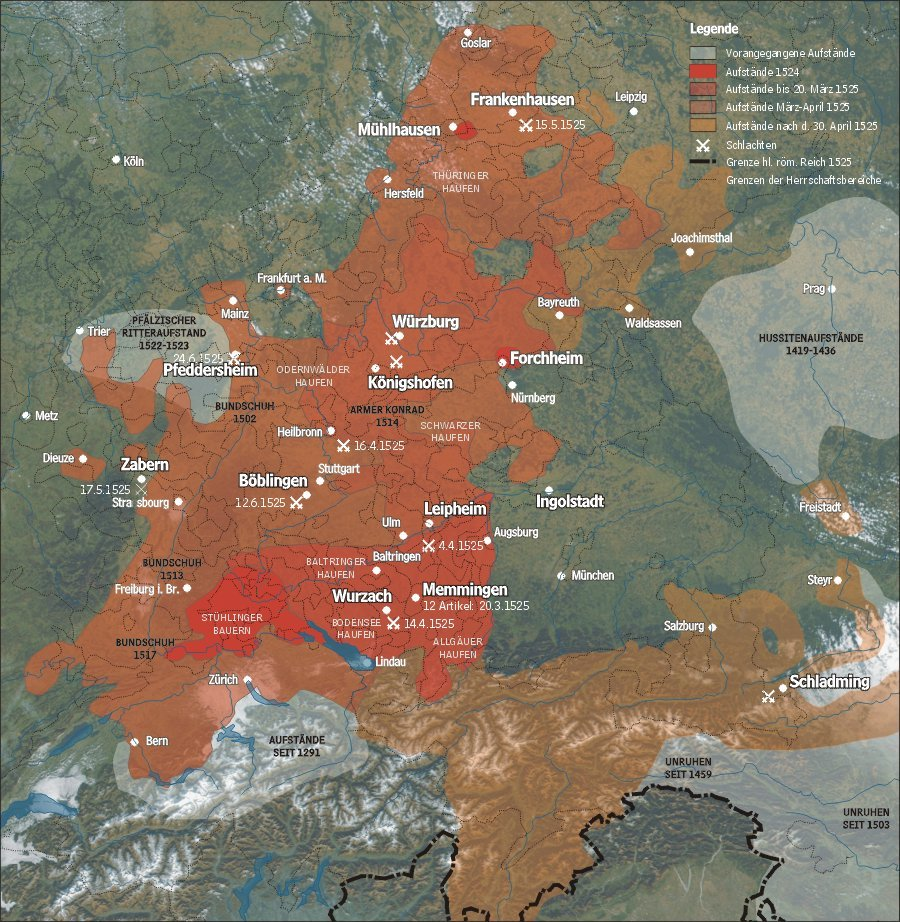
Verbreitungskarte der Aufstände während des Bauernkrieges um 1525

### Bauernkrieg
Der Bauernkrieg kündigte sich 1525 durch Einfälle in die benachbarten Bistümer Würzburg unter Bischof Konrad II. von Thüngen und Bamberg unter Bischof Weigand von Redwitz an. Im April 1525 trafen sich Kasimir und die benachbarten Fürsten in Neustadt an der Aisch, um gemeinsam über eine Abwendung der Aufstände, die von Schwaben in den Odenwald überzugreifen drohten, zu beraten. An den Beratungen nahmen neben Kasimir und den beiden Bischöfen auch der Fürstbischof von Eichstätt, die Grafen von Hohenlohe Albrecht von Hohenlohe-Neuenstein und Georg von Waldenburg und die Grafen von Limpurg, Wertheim, Henneberg und Castell teil. Das in vorhergehenden Differenzen begründete Misstrauen wegen Übervorteilungen an den Grenzen der weltlichen und geistlichen Fürstentümer ließen die Beratungen scheitern. Der Reformation stand Kasimir im Gegensatz zu seinem Bruder Georg ablehnend bis ambivalent gegenüber. Der Ansturm der Bauern, darunter der Schwarze Haufen zwang das Bistum Würzburg in die Knie. Der Bischof floh und die Verteidiger zogen sich auf die Festung Marienberg in Würzburg zurück.
Unter erheblichen finanziellen und personellen Anstrengungen bereitete sich Kasimir auf die Abwehr der Einfälle in sein Territorium vor; er rief seine Untertanen zu den Waffen und heuerte Söldner an. Nachdem sein Heer in Ansbach zusammengekommen war, zog Kasimir am 13. Mai 1525 mit 600 Reitern, 1000 Fußknechten und 14 Geschützen von Ansbach nach Markt Erlbach. Gegenüber der Reichsstadt Rothenburg  übten die Markgrafen ein Schutzrecht aus. Dort errang Kasimir einen ersten Sieg über die Bauern und verließ mit reicher Beute die Stadt. Bereits kurz darauf übergab aber der schwache Rat die Stadt an Bürger, die sich mit den Bauern arrangierten. Die Unruhen griffen von dort auf Kasimirs Gebiet über, namentlich auf die Ämter Crailsheim, Lobenhausen-Anhausen, Werdeck-Gerabronn und Bemberg-Wiesenbach. Als sich Kasimir nach Ansbach zurückzog und anordnete, im Kulmbacher Oberland neue Truppen auszuheben, revoltierten diese. So war Kasimir gezwungen, sich mit Hilfe böhmischer Söldner auf die Verteidigung der wehrhaftesten Burganlagen zu beschränken.
Mit dem Anrücken des Schwäbischen Bundes und weiterer Verbündeter des Würzburger Bischofs wurden die unorganisierten Bauernhaufen im Würzburger Raum zerschlagen. Unter massiven Verlusten brach deren Widerstand und Moral in kürzester Zeit zusammen. Auch Kasimir, dessen Maßnahmen ihm den Namen „Bluthund“ eingebracht hatten, gewann die Oberhand. Rebellierende Dörfer, die sich nicht widerstandslos ergaben, fielen der Brandschatzung anheim. Kasimir richtete aber auch im eigenen Land erhebliche Verwüstungen an: Er ließ ganze Ortschaften niederbrennen und Aufrührer hinrichten. In Feuchtwangen sollen es 300 Personen gewesen sein. In Kitzingen wollte Kasimir ein Exempel statuieren: Er sicherte zwar dem Amtmann Ludwig von Hutten zu, dass er das Leben der Bewohner schonen würde, bestrafte sie jedoch hart mit dem Abhacken des Schwurfingers, Blendung und Verbannung. Sein „Meister“ Augustin stach 58 Personen die Augen aus, da man vor Ausbruch der Unruhen „keinen Markgrafen mehr sehen wollte“. Diese Tat wurde schon von Zeitgenossen als Ungeheuerlichkeit eingestuft. Auch Rothenburg strafte er ab und erzwang von der Stadt Gebietsabtretungen. Die Marktplätze von Rothenburg und Schweinfurt waren vom Blut der Geköpften rot gefärbt. Da Kasimir als Bundesexekutor bezeichnet wurde, ist davon auszugehen, dass er bei der Bestrafung der Reichsstädte im Auftrag des Kaisers beziehungsweise des Schwäbischen Bundes handelte. Er entsandte seinen Bruder Hans Albrecht zur Züchtigung der Bayreuther wegen der mangelnden Unterstützung bei der Truppenaushebung. Erst als im November 1526 bekannt wurde, dass auch Unschuldige von seinen Strafmaßnahmen betroffen waren, stellte er diese ein.

### Gefolgsmann der Habsburger, letzte Lebensjahre und Tod
Durch die Teilnahme an den Reichstagen in Augsburg als kaiserlicher Kommissar im Dezember 1525 und Speyer im August 1526 erwies sich erneut seine Loyalität gegenüber dem habsburgischen Königshaus.
Bei der Krönung des späteren deutschen Kaisers Ferdinand 1527 zum böhmischen König schloss sich der von Krankheit schwer gezeichnete Kasimir dem Feldzug nach Ungarn gegen Johann Zápolya an, um den Anspruch Ferdinands auf den ungarischen Thron durchzusetzen. Da sich auch Kasimirs Bruder Georg der Fromme daran beteiligte, kehrte Kasimir zurück um eine Statthalterschaft in der Markgrafschaft zu einzurichten und Hilfstruppen für den Feldzug heranzuführen. Im Juli 1527 erreichte er die ungarische Grenze, die Festungen an der Donau ergaben sich und er zog in Ofen ein. Dort starb er in Anwesenheit seines Bruders Georg und des Königs Ferdinand, denen er die Obhut seines fünfjährigen Sohnes Albrecht Alcibiades anvertraute, an der Ruhr. Sein Bruder verwaltete bis zur Volljährigkeit Albrechts 1541 das Fürstentum Kulmbach.
Theodor Hirsch schließt seine Biografie mit der Aussage, dass wegen der Grausamkeiten Kasimirs bislang kein Biograf einer ausgewogenen Beschreibung des Lebens Kasimirs gerecht geworden sei.
Kasimir wurde in der Grablege der fränkischen Hohenzollern in der Klosterkirche in Heilsbronn beigesetzt.